# Jésus
Jésus (fr. Île Jésus) – wyspa rzeczna na południowym zachodzie kanadyjskiej prowincji Quebec.
Leży na Rzece Świętego Wawrzyńca, przy ujściu do niej rzeki Ottawy. Jest drugą co do wielkości (po Île de Montréal) wyspą archipelagu Archipel d’Hochelaga. Cały jej obszar zajmuje trzecie największe miasto prowincji Quebec, Laval (chociaż oprócz Jésus w granicach Laval znajduje się również grupa czterech niewielkich wysp zwanych Îles Laval).
Wyspa Jésus została 15 stycznia 1636 roku przyznana przez Kompanię Nowej Francji Jezuitom. Ci nazwali ją Île de Jésus (fr. „Wyspa Jezusowa”). 4 lutego 1637 roku ta sama kompania zażądała od gubernatora kolonii, Charlesa Huaulta de Montmagny, aby sprowadził ekspertów w celu zbadania wyspy i nadał jej nową nazwę, gdyż ówczesną uważała za tymczasową. Ojciec Paul Le Jeune w swoim dziele Relation des Jésuites de 1637 zanotował, że wyspa nosiła już nazwę Isle de Montmagny. Mimo że Jezuici stracili wyspę już w 1670 roku na rzecz doradcy królewskiego, François Berthelot, pierwotna nazwa zachowała się i wkrótce wyparła tę nadaną później przez gubernatora. Prawa Berthelota do wyspy potwierdził intendent Jean Talon w 1672 roku. Już trzy lata później, w 1675 roku, Berthelot oddał wyspę seniorowi de Laval, za co dostał (po dołożeniu 25 tys. liwrów) Île d’Orléans. Ostatecznie Jésus przeszła w ręce Seminarium Québecu w 1680 roku i pozostała jego własnością do upadku systemu senioralnego w 1854 roku.